# Georges Vallet
Georges Vallet (Pierreclos, 4 marzo 1922 – Saint-Symphorien-d'Ancelles, 29 marzo 1994) è stato un archeologo e storico francese.

## Carriera
Sotto la direzione di Francois Villard, dal 1948 al 1950 prese parte agli scavi archeologici di Megara Hyblaea, in seguito insegnò prima all'università di Clermont-Ferrand e poi a quella di Paris-Nanterre. Ritornato in Italia, proseguì le ricerche sulle città della Magna Grecia, in particolare Megara Hyblaea, per cui contribuì all'allestimento del Museo Paolo Orsi. Per il CNRS ricoprì la carica di direttore di ricerca e ammesso, come membro non italiano, all'Accademia Nazionale dei Lincei. Gli è stato dedicato il Museo archeologico territoriale della penisola sorrentina Georges Vallet e la biblioteca comunale di Augusta in provincia di Siracusa.